# Accra Hearts of Oak Sporting Club
O Accra Hearts of Oak Sporting Club, também conhecido como Hearts of Oak, ou apenas Hearts é um clube de futebol sediado na cidade de Accra, em Gana.

## História
Fundado em 1911, o Hearts é um dos melhores clubes da história do futebol ganês, devido a conquista de 19 títulos da liga nacional. Seu presidente atual é Tommy Okine.
É o mais antigo clube de futebol em Gana que ainda existe. Sua primeira partida aconteceu em 11 de novembro de 1911, contra o Invincible, um outro clube da região.

### Tragédia
O Hearts sofreu uma grande tragédia no dia 9 de Maio de 2001 quando 126 pessoas morreram no maior desastre futebolístico da África, em um jogo do Hearts of Oak contra o Asante Kotoko. O desastre começou quando torcedores do Asante Kotoko começaram a arrancar as cadeiras do estádio em protesto a um gol dado pelo juiz em favor do Hearts of Oak, gol que acreditavam não ter sido valido pois o jogador estava em posição de impedimento. A polícia reagiu jogando gás de pimenta no público. Testemunhas contam que os portões de saída do estádio estavam trancados e que o desespero dos torcedores em escapar dos ataques de gás de pimenta foi o responsável pelas mortes das vítimas por pisoteamento.

## Títulos
| CONTINENTAIS                       | CONTINENTAIS                  | CONTINENTAIS | CONTINENTAIS |
|                                    | Competição                    | Títulos      | Temporadas |
| ---------------------------------- | ----------------------------- | ------------ | --- |
|                                    | Liga dos Campeões da CAF      | 1            | 2000 |
| Ficheiro:Caf-confederation-cup.png | Copa das Confederações da CAF | 1            | 2004 |
|                                    | Supercopa da CAF              | 1            | 2001 |
| NACIONAIS                          |                               |              | |
|                                    | Competição                    | Títulos      | Temporadas |
| Gana                               | Ghana Premier League          | 20           | (1956, 1958, 1961/62, 1971, 1973, 1976, 1978, 1979, 1984, 1985, 1989/90, 1996/97, 1997/98, 1999, 2000, 2001, 2002, 2004/05, 2006/07, 2009, 2021). |
| Gana                               | Ghana FA Cup                  | 9            | 1973, 1974, 1979, 1981, 1989, 1993/94, 1995/96, 1999 e 2000.                                                                                      |

### Outros Títulos
- Copa SWAG de Gana: 7 vezes (1973, 1974, 1977, 1978, 1979, 1984 e 1985).
- Copa Telecom Gala: 4 vezes (1974, 1976, 1986 e 1998/99).
- Vice-Campeonato da Liga dos Campeões da África: 2

(1977 e 1979).
- Vice-Campeonato da Supercopa CAF: 1:(2005).

## Elenco atual
- Atualizado em 12 de Setembro de 2022.

Legenda
- : Capitão
- : Jogador lesionado
- : Jogador suspenso

## Treinadores
- Petre Gavrilă (1991–95)
- Cecil Jones Attuquayefio (1998–01)
- Herbert Addo (2002–03)
- Ernst Middendorp (2004)
- Eyal Lahman (2008)
- Kosta Papić (2008–09)
- Nebojša Vučićević (2011–12)
- Charles Akonnor (2012)
- David Duncan (2012–15)
- Kenichi Yatsuhashi (2015-2016)
- Sérgio Traguil (2016)
- Yaw Preko (2016-)